# Duarte Leopoldo e Silva
Duarte Leopoldo e Silva (Taubaté, 4 aprile 1867 – San Paolo, 13 novembre 1938) è stato un arcivescovo cattolico brasiliano, primo arcivescovo metropolita di San Paolo.

## Biografia

### Infanzia e formazione
Duarte Leopoldo nacque a Taubaté il 4 aprile 1867, primogenito dei dieci figli di Bernardo Leopoldo e Silva e di Ana Rosa Marcondes.
Prima di intraprendere la carriera ecclesiastica, inizialmente si iscrisse alla facoltà di giurisprudenza dell'università di San Paolo e poi alla facoltà di farmacia dell'università federale di Rio de Janeiro. Lasciò tuttavia gli studi per motivi di salute e tornò a vivere con la famiglia. Fu in questo periodo che maturò la vocazione religiosa e nel 1887 entrò nel seminario episcopale di San Paolo. Avendo già una formazione accademica avanzata fu assunto come insegnante presso il collegio diocesano annesso al seminario.

### Ministero sacerdotale
Fu ordinato sacerdote il 30 ottobre 1892, nella cappella del seminario, dal vescovo Lino Deodato Rodrigues de Carvalho. Dopo l'ordinazione rimase insegnante in seminario. Fu nominato parroco coadiutore per la parrocchia di Jaú ma poco dopo, nel 1894, fu nominato primo parroco della nuova parrocchia di Santa Cecília a San Paolo.

### Ministero episcopale
Il 10 maggio 1904 papa Pio X lo nominò vescovo Curitiba. Ricevette l'ordinazione episcopale per imposizione delle mani del cardinale Rafael Merry del Val a Roma presso il Pontificio Collegio Pio Latino Americano e prese possesso della diocesi il 2 ottobre dello stesso anno.
Due anni dopo, il 18 dicembre 1906, venne trasferito alla sede di San Paolo e ne prese possesso il 14 aprile dell'anno seguente. Il 7 giugno 1908 papa Pio X, con la bolla Dioecesium nimiam amplitudinem, elevò la diocesi al rango di arcidiocesi metropolitana e contestualmente ne divenne il primo arcivescovo metropolita.
Durante il suo episcopato cercò di dare un governo razionale alla diocesi, dividendo la sua estensione in regioni. Con l'elevazione ad arcidiocesi nel 1908 furono create anche le diocesi di Botucatu, Campinas, Ribeirão Preto, São Carlos e Taubaté, che ridussero notevolmente il suo territorio. Dopo aver consacrato la chiesa di Aparecida chiese nel 1907 alla Santa Sede di elevarla al rango di basilica, che fu concesso da papa Pio X, il 5 settembre 1909. Il 29 giugno 1913 pose la prima pietra della nuova cattedrale di San Paolo. Fu scrittore di riconosciuta statura e grande storico, avendo pubblicato diverse lettere pastorali, prediche e testi vari. Compì numerose visite pastorali, sempre preoccupato dell'attenzione spirituale dei suoi fedeli. Si impegnò nella fondazione di case religiose nell'arcidiocesi e nel 1921 inaugurò il convento dei carmelitani, a Perdizes, dove accolse anche le suore sacramentine. Preparò e realizzò il primo congresso eucaristico a San Paolo nel 1915, il congresso eucaristico nazionale nel 1922, il congresso della gioventù cattolica nel 1928 e il congresso mariano nel 1929. Istituì il museo della Curia di San Paolo, che in seguito divenne il museo di arte sacra di San Paolo. Il 1º aprile 1918 fondò l'archivio generale della Curia di San Paolo, divenuto poi archivio metropolitano Dom Duarte Leopoldo e Silva, sotto la direzione del capitolo metropolitano. Ebbe particolare cura per la liturgia, l'arte e la musica sacra. Nel 1908 nominò maestro di cappella della cattedrale metropolitana il maestro Fúrio Franceschini. Riformò il capitolo, dandogli nuovi statuti, che lo adattarono alla nuova condizione di metropolitano. Durante l'epidemia di influenza spagnola del 1918 si impegnò insieme al clero di San Paolo, soprattutto i benedettini, nella cura delle vittime. Creò in questa occasione quattordici ospedali. Il 22 maggio 1929 inaugurò la casa di riposo São Pedro per i sacerdoti anziani. Nel 1938 installò l'opera dell'adorazione perpetua, nella chiesa di Santa Ifigênia, sotto la cura dei sacerdoti sacramentini. Cercando di ridurre le dimensioni dell'arcidiocesi, per servire meglio le anime, ha incoraggiato la creazione delle nuove diocesi di Bragança Paulista e Cafelândia. Preoccupatosi molto della formazione del suo clero, ebbe molta attenzione per il seminario minore di Pirapora e per il seminario provinciale e in seguito fondò anche il seminario centrale dell'Immacolata Concezione, nel quartiere di Ipiranga.

## Genealogia episcopale e successione apostolica
La genealogia episcopale è:
- Cardinale Scipione Rebiba
- Cardinale Giulio Antonio Santori
- Cardinale Girolamo Bernerio, O.P.
- Arcivescovo Galeazzo Sanvitale
- Cardinale Ludovico Ludovisi
- Cardinale Luigi Caetani
- Cardinale Ulderico Carpegna
- Cardinale Paluzzo Paluzzi Altieri degli Albertoni
- Papa Benedetto XIII
- Papa Benedetto XIV
- Papa Clemente XIII
- Cardinale Bernardino Giraud
- Cardinale Alessandro Mattei
- Cardinale Pietro Francesco Galleffi
- Cardinale Giacomo Filippo Fransoni
- Cardinale Carlo Sacconi
- Cardinale Edward Henry Howard
- Cardinale Mariano Rampolla del Tindaro
- Cardinale Rafael Merry del Val
- Arcivescovo Leopoldo Duarte e Silva

La successione apostolica è:
- Vescovo Alberto José Gonçalves (1909)
- Vescovo José Carlos de Aguirre (1924)
- Vescovo Antonio Colturato, O.F.M.Cap. (1929)
- Vescovo Florentino Simón y Garriga, C.M.F. (1931)
- Vescovo Vicente Bartolomeu Maria Priante, S.D.B. (1933)
- Vescovo Gastão Liberal Pinto (1934)
- Arcivescovo José Gaspar d'Afonseca e Silva (1935)
- Arcivescovo Paulo de Tarso Campos (1935)